# الأدب الشفهي في كوريا
الأدب الشفهي الكوري أو الفلكلور الشعبي، ويطلق عليه في اللغة الكورية (구비문학 ,구전문학, 유동문학, 적층문학)، وهو الأدب الذي قام على الكلمة التي تنقل من جيل إلى جيل شفاهية، حتى تم تسجيله في العصر الحديث. في اللغة الكورية "구비" و"구전"، وهما الأكثر استخداما في الإشارة لهذا النوع من الأدب، لهما نفس المعنى، ولكن هناك فرق طفيف بينهما وهو أن "구전" تعني «النقل بالكلام»، و"구비" تعني «الكلام المتناقل عبر الأجيال»، لذلك يتم استخدام "구비" لأن لها المعنى الأقرب. وهو يعتبر البنية الأساسية ل "기록문학"، الذي يقوم على الكتابة والتسجيل، لأن الأصل في اللغة هو الكلام ثم تظهر الكتابة للحفاظ على اللغة وإثرائها. 
ويتميز الأدب الشفهي عن أدب التسجيل بالبساطة، لأنه لا يعتمد على التخصص أو الخبرة، فأي شخص يمكن أن يساهم فيه لذلك فإن له انتشارا واسعا بين الشعب أكثر من أدب التسجيل؛ كما أن الأدب الشفهي له مقومات تضاف إلى الكلام، مثل حركة الجسم، وتعابير الوجه، وطريقة الإلقاء، وكلها عوامل تساعد على إنجاح هذا الفن وإيصال المعنى.

## التطور والنشأة
نشأ الأدب في كوريا منذ العصر الحجري القديم "구석기 시대"، فكانت القبائل الكورية قديما تهتم بإلقاء التعاويذ، وإقامة الطقوس، حتى ينالوا صيدا وفيرا.
و في متحف كونغجو في مقاطعة تشنغتشوغ الجنوبية "충청남도 공주 석장리"، يوجد مبنى يحفظ الأثريات التي يعود تاريخها إلى 22,000 سنة ماضية، وهو يحتوي على منحوتات لحيوانات كالكلب والخنزير البري والدب، ويحتوى أيضا على رسومات قام بها الإنسان القديم ليصور الطقوس التي كان يقوم بها والحيوانات التي يصطادها؛ مما يوضح اهتمام الإنسان القديم بالتعبير عن أفكاره، واهتمامه بنقل خبراته إلى الأجيال التالية.
و مع غياب عنصر الكتابة عند الإنسان القديم، استخدام الإنسان اللغة المنطوقة في التعبير عن أفكاره ومشاعره ونقلها إلى الآخرين. فعندما أراد الإنسان أن ينقل حكاية ممتعة نشأ فن السرد؛ وعندما عبر عن مشاعره في أغنية نشأ فن الشعر الغنائي وغيرهما. وهكذا أصبح يطلق على العصر الذي أستخدم فيه الإنسان الكلمات للنقل (عصر النقل الشفهي)، وأطلق على هذا النوع من الأدب (أدب النقل الشفهي).
و لا يمكن التحديد بالضبط في أي عصر نشأ هذا الأدب، أو حتى من هم أصحاب كل عمل فيه؛ ولأنه قد يطرأ عليه بعض التغير في أثناء نقله من شخص لآخر فإنه أدب ذا طابع مرن.
.

## علاقته بالأديان
الأديان والمعتقدات التي شكلت المجتمع الكوري هيالشامانية والبوذية والكونفوشيوسية والطاوية، ومؤخرا الديانة المسيحية. 
وقد كانت المعتقدات والإيمان بالديانات من أحد أهم الأسباب في نشأة الأدب الشفهي؛ فالإيمان بطقوس الشامانية -أقدم إيمان كوري، ونقلت إلى كوريا من الصين -، والتي ترتبط بالأرواح التي تؤثر في الأحياء وقوى الطبيعة مثل الأشجار والرياح والأمطار والجبال وحتى الصخور، ويحكم كل هذه الأطياف ملك السماء؛ ثم بعد الموت يعتقد أن الأشخاص الطيبين يتحولون إلى أطباق طيبة ويقيمون في الجنة أو مملكة السماء؛ والأشرار يتحولون لأرواح شريرة ويقيمون في العالم السفلي أو عالم الظلام. أما العفاريت أو الغول، فيعتقد انها أرواح طيبة لم يسمح لها لسبب ما من الدخول إلى مملكة السماء، لذلك فهي تقضى الوقت في التجول في عالم الأحياء؛ ومن ناحية أخرى فيعتقد أن الأشباح ما هي إلا أطياف التعساء والأشقياء، الذين تم منعهم من الدخول إلى العوالم الأخرى، وينتظرون تحررهم من عالم الأحياء. وأما عن مملكة التنين فهي يوتوبيا أو عالم مثالي تحت الماء، حيث يزوره فقط الأشخاص الأكثر حظا، وفقط لفترة قصيرة جدا. ثم الوذية والتي تقوم على مبدأ أن حياة الإنسان التي يعيشها الآن حددتها حياته السابقة، والحاضر يحدد حياته في المستقبل؛ ومع أن البوذية كانت تمثل دين الدولة بأكملها منذ عصر مملكة شيللا، ولكنه أضمحل بعد ذلك بسبب حياة الترف في المعابد، والأطماع الدنيوية للرهبان الفاسدين، الأمر الذي يفسر عدم الاحترام الذي يصور الرهبان في القصص.

## فروع الأدب الشفهي

### الأدب السردى
"설화" والذي يمثله الحكاية؛ والحكاية تشمل القصص الشعبية والخرافات والأساطير التي يتناقلها افراد الشعب الواحد. وقد ظهرت الأسطورة "신화" اولا ثم تبعها الخرافات "전설" والقصص الشعبية "신화". ولفظ الحكاية لا يطلق على أي كلام عام عن شخصية ما، بل على الحكاية التي تمتلك شكل التعبير السهل المناسب للنقل؛ وفي منتصف حقبة مملكة كوريو ظهر هذا الفرع من الأدب وتطور عن طريق الابداع الفردى.

#### الأسطورة
"신화" ومنها الحكايات التي تشرح الظواهر الطبيعية بأنها سحر، أو قوى عظمى، أو تجسيد لشخصية ما. ومنها أيضا أساطير تأسيس الممالك والخلق، التي تدور حول أصل التكوين وجوهر الوجود؛ وأساطير النبوءات التي تعنى بمستقبل العالم؛ كما تتضمن أيضا الأساطير التي تدور حول أصل الإنسان وهويته، مثل أساطير الأبطال والتوتم؛ وحتى أساطير عن الحياة بعد الموت والقدر وغيرهم. ومن أهم هذه الأساطير التي تكونت حول بناءالممالك الكورية وجذورهاأسطورة تانجون، وأسطورة هاى موسو (해모수) من مملكة بويو الشمالية، وأسطورة كموا (금와) من مملكة بويو الشرقية، وأسطورة الملك دونغ ميونغ سونغ (東明聖王) من مملكة كوكوريو، وهيوك كو سى (혁거세) وتال هاى (탈해) من مملكة شيلا، والملك سورو (수로왕) من مملكة جايا.

#### الخرافة
"전설" وتختلف الخرافة عن الأسطورة في أنها تحكى حادثة لشخص أو عمل قام به، ولا تدور حول عمل عظيم. ولكن حتى في الخرافة يمكنك أن تلمح الغلاقه بين حياة البشر والقوى الالهيه في كثير من الأحداث؛ وخاصة في الخرافات التي تدور حول الأبطال الخارقين، حيث يكون -في معظمها- بطل الخرافة نصف اله. أيضا الخرافة لا تدور حول الحكاية التي تنقلالحقيقة الموضوعية فقط كالتاريخ، ولكنها تشترك مع الأسطورة في أنها تتضمن قول الحقيقة من وجهة نظر شخصية، والمواضيع التي يمكن أن يصدقها العقل. وتختلف الخرافة عن الأسطورة أيضا في أن الخرافة لها أدلة محدده لكل موضوع، ولها قيود زمانية ومكانية.

#### القصص الشعبية
"민담" القصص الشعبية تستثنى قداسة وعظمق الأساطير، وطابع الثقة والتاريخ للخرافا وتهتم فقط بجو المتعة الذي تتكلفه الحكاية. لأن الخرافة لها خواص كالواقعية التي تحافظ عليها الخرافة، وعدم وجود أدلة تختص بمكان أو حدث ما، فقد تخلصت من حدود المناطق وأظهرت شمول العالمية في موضوعاتها.
وبشكل عام تحكى القصص الشعبية عن موقف لشخص عادى يقوم بانجاز عمل لم يعتقد أحدا قط أنه قادر على انجازه.

### الأغانى الشعبية
"민요" وهي الأغانى التي يرددها أفراد الشعب تعبيرا عن فكرهم، ومشاعرهم، والظروف إلى يمرون بها في حياتهم. ومنها الغناء بالإنشاد، أو باخراج الصوت من الحنجرة. 
ويسمى الغناء الذي يعبر عن مشاعر الشعب بالغناء الشاعرى "서정민요"؛ أما الأغانى التي تشرح حقائق أو تعلم عنها فيطلق عليها "전술민요"؛ والأغانى التي تحكى عن شخص بعينه هي الأغانى السردية أو الملحمية "서사민요"؛ والأغانى التي يستمتع بها الأطفال "동요"، والسيدات "부요"، والرجال "남요"؛ وكلها من الأغانى الشعبية وال «موسيقى تقليدية».

### التعاويذ
و قد كان الكهنة والعرافين في تلك العصور عند القاء التعاويذ يرددونها على طريقة الأغنية "무가"، وهذا النوع من التعاويذ ال "무가" هي التوجه إلى الاله بالقاء الأغنية، والايمان بالقدسية، والايمان أيضا بأنهم عن طريق هذا الغناء سيحققون كل ما يتمنوه بمساعدة الاله لهم. ومن حيث الاجراءات وطريقة القاء التعاويذ فانها تنقسم إلى "전술무가 وهي تعاويذ يكون محتواها التضرع لتحقيق المراد، و "서사무가" التعاويذ السرية التي تقص تاريخ حياه أحد الأبطال منذ ولادته ثم قيامه بأحد الأعمال العظيمة ويقبله الناس كأنه اله.

### غناء ال "판소리"
وهو غناء أحد الأشخاص لمحتوى سردى، وقد أزدهر في الفترة الأخيرة من عصر جوسون "조선". وهو يشبه الاوبرا الغربية من حيث ان الشخص المؤدى يقوم بترديد أغنية سرديه؛ ولكنهما يختلفا من حيث ان الاوبرا تقوم على اداء العديد من الممثلين للأغنية، و "판소리" تكون بقيام شخص واحد باداء العديد من الادوار. وقد كان ال "판소리" يؤدى في مكان يجتمع فيه العامة ويقوم المؤدى بترديد نص قد يكون مرتجل أو مصتنع، وقد لاقى هذا النوع من الفن استجابه لدى الشعب لانهم كانوا يستطيعون المشاركة في ترديد الاغنية؛ ولاحقا جذب هذا الفن اهتمام النبلاء أيضا. والمعروف حاليا من ال "판소리" هم خمسة أعمال فقط من اصل اثنا عشر عملا، هم "춘향가"، "심청가"، "흥부가"، "적벽가"، "수궁가".

### مسرحية شعبية
"민속극" وهي المسرحيات التي يستخدم فيها الأشخاص الاقنعة أو المسرحيات التي تستخدم العرائس. المسرحيات التي كان يستخدم فيها الاقنعة كانت تسمى "가면극" وايضا تسمى "탈춤"، والمسرحيات التي كانت تستخدم العرائس تسمى "인형극". وقد كانت مسرحيات الرقص بالأقنعة الشعبي من إحدى الفنون الشعبية التي أزدهرت في المرحلة الاخيرة من عصر جوسون "조선"، وقد كانت تمثل صورة حقيقية للمصاعب التي يواجهها افراد الشعب في حياتهم، أو هجائهم للكهنة الذين انتموا لطبقه النبلاء. ومن أشهر المسرحيات المتبقية من هذا النوع من المسرحيات حتى الآن "강령 탈춤"،"봉산 탈춤"،
"송파 산대놀이"،"고성 오광대놀이".

### امثال
الامثال "속담" هي الجمل الموجزة التي تتناقلها الاجيال. وهي تتضمن خبرات الإنسان منذ القدم وحكمته ونصيحته في امور الحياة، حتى لا تقع الاجيال التي تليه في نفس الخطأ.

### الألغاز والفوازير
الالغاز والفوازير "수수께끼" هي نوع من اللعب بالكلام فهي لا تتحدث عن شيء مباشرة، ولكنها تاتف حول الموضوع حتى يستنبط الشخص معناه بالتفكير المنطقى والتأمل، وهي تساعد على نضج الشخص.